# Манастир Путна
Манастир Путна је манастир православне цркве у Румунији и једно је од најважнијих места у румунскоме саборном и културноме животу, и зато га називају „Јерусалим румунског народа”. Према старим хроникама основан је 1466. године од стране кнеза Стефана III Молдавског, који је манастир подигао у знак благодарности за освајање тврђаве Чилиа и у њему саградио гробно место за себе и своју породицу. Иако великодушно обдарен поседима и опасан зидинама, Манастир Путна, није могао да избегне различите тешкоће прошлих времена, као што су паљевине, похаре и земљотреси.
Како је кроз векове постао важан културни центар, са богатом манастирском библиотеком и ризницом која поседује бројне рукописе, драгоцене минијатуре, везена платна, верске реликвије, иконе итд.
Године 1992., Свети синод Румунске православне цркве канонизовао ктитора манастира Стефана III Молдавског, и упис га у православни календар под 2. јул, који се од тада сваке године слави у манстиру.

## Положај
Манастир Путна налази се на приближно 700 метара надморске висине, на крајње источним огранцима Карпата, у историјској покрајини Буковини, у северној Молдавији, Румунија.
Удаљен је 33 km од града Радауци (трећег по важности град у округу Сучава), и 65 km од града Сучева (у истоименом округу).

## Историја
Према старим хроникама Молдавије манастир посвећен Светој Деви Мајци Божијој, изградио је Стефан III Молдавски (1433—1504), познат и као Стефан Велики или Свети Стефан Велики, кнез Молдавије између 1457. и 1504. и најистакнутији представник династије Мушата (чији се гроб налази овде). Градња манстира започела је 10. јула 1466., након освајања тврђаве Цхилиа (1465), а завршена је изградњом осталих објеката у манастирској порти и утврђења 1481. године,  о чему сведочи сачуван натпис на натпису на кули из „6989 године” (1481).
Освећен је 3. септембра 1469. године, од стране митрополита Теоктиста.
Убрзо по осниивању Путне из манастира Неамт Аббот Јосапхат, заједно са неколико монаха, доведено је и неколико мајстора калиграфа и миниатуристс, који су организовали скрипторијум користећи листове пергамента папира и филигран из Западне Европе. Такође, у овој фази почела је да ради, радионица за вез (у којој су везиље радиле са златним и сребрим нитима, свиленим концем и драгим камењем), радионица за израду керамике, икона и скулптура од дрвета и камена. Првобитно планиран као краљевска некропола, манастир се постепено развијао у значајну духовну и културну ризницу
Током векова Путна је прошла кроз многа разарања; пожаре, стране инвазије и окупацију, земљотрес, али никад није прекинут развој монашког живота. Обимнији радови на реконструкцији манастира започели су у време кнеза Василија Лупуа 1653, настављени у време Георгија Стефана (1653-1658), а завршена у време владавине Еустратија Дабија 1662.
Реконструкција манастира обављена је неколико пута, у 18,, 19, и 20. веку: 
- између 1756 и 1760. у време митрополита Јакоба,
- између 1852. и 1856. под окупацијом Хабсбурга, када је саграђен нови конак
- 1902. године, када је кров на манстирској цркви обновљен од стране бечког архитекте Карла Ромсторфер
- између 1969 и 1988. године (последњи пут), када је након завршетка поправки и обнове манастир  освештан 15. августа 1988. године од стране Патријарха Румунске православне цркве.

За овај манастир, кроз историју, везују се важне личности Православља, као што су Свети Данило Отшелник из 15. века, Монах који је убедио Стефана Великога да настави борбу против Отомана, тако и Свети Илија Јорешт, Апостол Православне цркве у Трансилванији 18. века.
Такође везано за овај манастир у науци је остало отворено питање још једног евентуално Јефимијиног дела – реч је о плаштаници рађеној око 1405. године, која се данас налази у манастиру Путна. Ова плаштаница спада у најраскошније радове у средњовековној примењеној уметности на Балкану. На свили је златним и сребрним концем извезен лик мртвог Христа са збором анђела, а натписи су на грчком језику. У обради фигура постоје стилске сродности са хиландарском завесом за царске двери и Милешевком плаштаницом.
Чак и пре установљења Велике Румуније као државе 1918., манастир је био симбол политичких захтева Румуна, тада подељених између Румуније и Аустроугарске и Руске Царевине.
Данас Манастир није само важна туристичка дестинација у срцу питоме Буковине, већ и место ходочашћа за све оне који желе да се помоле на гробу Светог Стефана Великога, Кнеза Молдавије.

## Галерија
- Манастир Путна на јубиларним поштанским маркама

- Манастир Путна на новчаници из 1991. и 1993.